# Aymoré Moreira
Aymoré Moreira (Miracema, Río de Janeiro, 24 de abril de 1912-Salvador, 26 de julio de 1998) fue un futbolista y entrenador brasileño. Era hermano de Zezé Moreira y Ayrton Moreira, ambos entrenadores de fútbol como él.
Empezó su carrera como media-punta, pero pronto se firmó como portero, actuando en América-RJ, Palestra Itália y Botafogo-RJ, en lo cual permaneció entre 1936 y 1946, además de haber actuado en algunos partidos por la ”Seleção Brasileira”. 
Después de jubilarse como jugador, se convirtió en entrenador, dirigiendo en 1949 al Olaria Atlético Clube, en lo que fue su primera experiencia como director técnico. La experiencia adquirida con los clubes que dirigió, lo llevaron a asumir la conducción de la selección de fútbol de Brasil, con la que obtuvo su segundo título mundial en Chile, 1962. Aymoré dirigió la Seleção en 61 partidos, con 37 victorias, 9 empates y 15 derrotas. Además de conquistar la Copa del Mundo, fue entrenador del equipo canarinho en las conquistas de los títulos de la Taça Oswaldo Cruz en 1961 y 1962, Taça Bernardo O'Higgins en 1961 y 1966, Copa Roca en 1963 y Taça Rio Branco en 1967.
Entre los equipes entrenados por Aymoré Moreira, estuvieron el Bangu, Palmeiras, Portuguesa, Botafogo-RJ, São Paulo y Galícia.
Aymoré falleció en Salvador de Bahía el 26 de julio de 1998.